# ルイス・ミジャ・マンサナレス
ルイス・ミジャ・マンサナレス（Luis Milla Manzanares, 1994年10月7日 - ）は、スペイン・マドリード州マドリード出身のサッカー選手。プリメーラ・ディビシオン・ヘタフェCF所属。ポジションはMF。

## クラブ経歴
カンテラ時代をCFラージョ・マハダオンダなどで過ごし、2012年にアトレティコ・マドリードと契約。翌年Cチームに昇格するもトップチーム昇格までには至らず、以降は下部リーグのチームを転々とするシーズンを送る。その後2016年に加入したCFフエンラブラダで主力選手に成長。2017年11月28日のコパ・デル・レイのレアル・マドリード戦では先制ゴールを決めた。
2018年1月19日、CDテネリフェと4年半契約を締結。2019-20シーズンはセグンダ・ディビシオン (2部リーグ)ながら、シーズン自己最高の8ゴールを決めた。
2020年7月31日、グラナダCFと4年契約を結び、2020-21シーズンから加入することが発表。シーズン開幕戦の9月13日のアスレティック・ビルバオ戦で、ラ・リーガデビュー。先発で起用され、後半8分にはチーム2点目となるリーガ初ゴールも決め、2-0で開幕戦勝利に貢献した。
2022年7月25日、移籍金約500万ユーロでヘタフェCFに移籍し、5年契約を交わした。

## 人物
- 父は元スペイン代表のルイス・ミジャ。父がレアル・マドリードでプレーしていた時にマドリードで生まれた。